# چشم قرقاول
چشم قرقاول(نام علمی: Adonis vernalis) نام یک گونه از سرده آدونیس است.